# Ґілдголл (Лондон)
Ґілдголл — будівля в лондонському Сіті, яка протягом багатьох років була резиденцією лорд-мера.
У період римського правління на цьому місці розташовувався найбільший у Британії амфітеатр. Нинішню будівлю зведено в 1411—1440 роках, при цьому до нашого часу збереглися підвали, що належать до давніших часів. Ґілдголл — єдина кам'яна будівля, яка не є церквою, що пережила Велику пожежу 1666 року, хоча її дах постраждав при цій пожежі і був відновлений до 1670 року. Східне крило в стилі неоготики добудував 1778 року Джордж Данс, його реконструйовано 1910 року. 1866 року будівля зазнала масштабної реконструкції під керівництвом Хораса Джонса, в ході якої було, зокрема, повернуто первісний вигляд даху (його знову зроблено дерев'яним поверх черепиці). Чергову реконструкцію після німецьких бомбардувань під час Другої світової війни проведено 1954 року під керівництвом Ґілса Ґілберта Скотта.
Нині в будівлі проводяться різноманітні офіційні заходи, також тут розміщено художню галерею, бібліотеку та музей годинників. Будівля пов'язана з легендою про Ґоґа і Маґоґа — міфічних гігантів, яких нібито переміг Брут Троянський, доставлених до його палацу, що розташовувався на місці сучасного Ґілдголла. Згодом з дерева вирізано 7-футові статуї гігантів, які в рамках урочистої процесії щороку доставляли до воріт палацу. Зроблені ще в Середньовіччі статуї знищено під час Великої пожежі, їх замінили вирізані 1704 року з дерева Річардом Сондерсом. 1940 року під час пожежі, викликаної німецьким бомбардуванням, ці статуї також загинули. Нові статуї створив 1953 року Девід Еванс із ініціативи Джорджа Вілкінсона, який був 1940 року лордом-мером Лондона і передав їх у дар місту.